# چیبا بانک

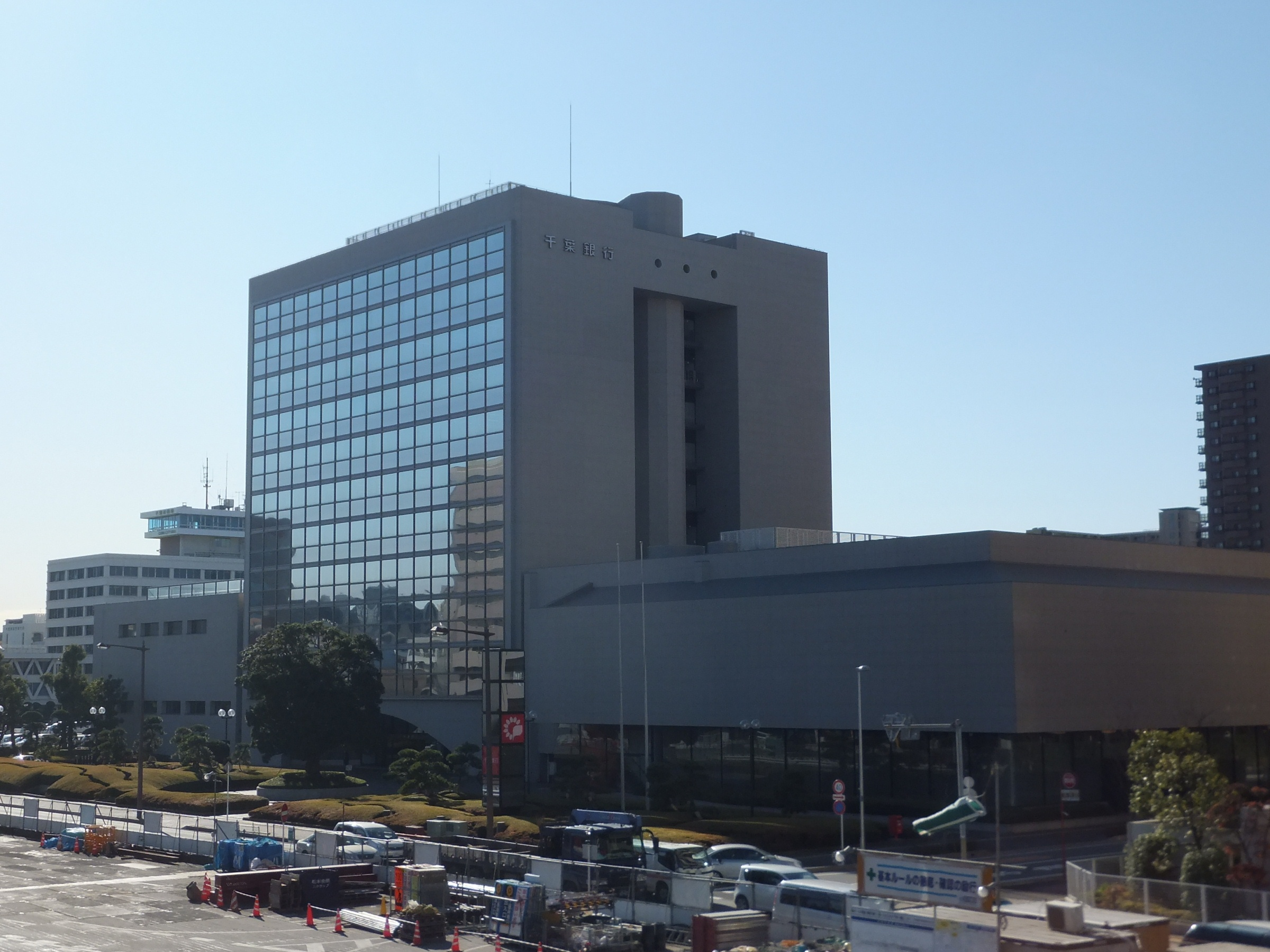
ساختمان مرکزی چیبا بانک در شهر چیبا

چیبا بانک (به ژاپنی: 株式会社千葉銀行) بانک ژاپنی است، که هم‌اکنون با در اختیار داشتن دارایی معادل ۱۱ تریلیون ین، سومین بانک بزرگ ژاپن بر پایه میزان دارایی‌ها محسوب می‌شود.
چیبا بانک در سال ۱۹۴۳ تأسیس شد و در حال حاضر مالک شبکه‌ای از ۱۷۸ شعبه ارائه خدمات بانکداری در ژاپن می‌باشد، همچنین دارای ۵ شعبه بین‌المللی در شهرهای نیویورک، لندن، شانگهای، سنگاپور و هنگ کنگ می‌باشد.
شعبه مرکزی این شرکت در شهر چیبا، استان چیبا قرار دارد و بخشی از سهام آن در بازار بورس توکیو معامله می‌شود.
مستر تراست بانک با ۹٫۰۹٪ درصد، نیپون لایف با ۳٫۳۴٪ درصد، دای-ایچی لایف با ۲٫۹۹٪ درصد، سومیتومو لایف با ۲٫۰۳٪ درصد، میجی یاسودا لایف با ۱٫۸۱٪ درصد و ژاپن تراستی سرویس بانک با در اختیار داشتن ۴٫۰۴٪ درصد از سهام چیبا بانک، بزرگترین سهام‌داران آن به‌شمار می‌آیند.